# ژان ژنه
ژان ژنه (فرانسوی: Jean Genet‎ فرانسوی: [ʒɑ̃ ʒənɛ];; زاده ۱۹ دسامبر ۱۹۱۰ – درگذشته ۱۵ آوریل ۱۹۸۶) شاعر، رمان‌نویس و نمایش‌نامه‌نویس فرانسوی بود که فعالیت سیاسی نیز داشت. در سال‌های آغازین زندگی، ولگرد و خرده‌مجرم بود اما بعدها به نویسندگی روی آورد. آثار عمدهٔ او عبارتند از رمان‌های دعوای برست، روزنگاری‌های دزد و بانوی گل‌های ما و نمایشنامه‌های بالکن، سیاه زنگی‌ها (سیاهان) پیشخدمتان (کلفت‌ها)، پرده‌ه، مراقبت شدید و هتل اسپلاندید از مهم‌ترین آثار ژنه نمایشنامه سیاه زنگی‌ها است که سه بار به پارسی ترجمه شده. نخستین بار احمد کامیابی مسک این نمایشنامه را از اصل فرانسه ترجمه و چاپ کرد. بهمن محصص و احمد کامیابی مسک از نخستین مترجمان آثار ژنه در ایران به‌شمار می‌روند. ژنه برخلاف ساموئل بکت و اوژن یونسکو به دشوارنویسی شهرت دارد.

## زندگی
مادر ژنه روسپی جوانی بود که تنها در سال اول زندگی پیش از آنکه سرپرستی‌اش را به دیگران بسپارد از او نگه‌داری کرد. از آن پس ژنه را یک نجار و خانواده‌اش در شهرستان بزرگ کردند که، بر اساس زندگی‌نامهٔ نوشتهٔ ادموند وایت، پر محبت و با توجه بودند. در حالی که نمره‌های مدرسه‌ای‌اش عالی بودند، کودکی‌اش مجموعه‌ای از فرار از خانه و دزدی‌های خرده‌ریز را هم دربرداشت (اگرچه به نظر وایت ادعاهای بعدی ژنه مبنی برداشتن کودکی غمزده و پر از فقر برای تطابق با تصویر قانون‌شکن او بزرگنمایی شده‌است).
پس از مرگ مادرخوانده، ژنه به زوجی سالمند سپرده شد اما تنها کمتر از دو سال با آنان ماند. بر اساس گفته‌های زن آن خانواده، «ژنه شب‌ها بیرون می‌رفت و انگار آرایش هم می‌کرد.» یک بار مقدار زیادی پول را حیف‌ومیل کرد؛ پولی که در سفرش به نمایشگاهی، به او سپرده بودند. به همین خاطر و به دلیل بدرفتاری‌های دیگر، از جمله خیابان‌خوابی‌های مکرر، در ۱۵ سالگی به «مستعمرهٔ تأدیبی مترِی» فرستاده شد و از ۲ سپتامبر ۱۹۲۶ تا ۱ مارس ۱۹۲۹ در آن‌جا بازداشت بود. وی در کتاب «معجزهٔ گل سرخ» (۱۹۴۶) گزارشی از این دوران بازداشت می‌دهد که در ۱۸ سالگی با پیوستنش به لژیون خارجی به پایان رسید. در نهایت گرفتار اتهام بی‌شرافتی بر مبنای اعمال همجنسگرایانه شد و دوره‌ای را به عنوان ولگرد، دزد خرده‌پا و روسپی در اروپا گشت - تجربه‌هایی که در روزنگاری‌های دزد (۱۹۴۹) بازگو می‌کند. پس از بازگشت به پاریس در ۱۹۳۷، ژنه با اتهامات دزدی، استفاده از اوراق جعلی، ولگردی، اعمال شهوت‌بازانه و جرم‌های دیگر مدام بازداشت، زندانی و سپس آزاد می‌شد. ژنه در زندان نخستین شعرش، «نکوهش مرگ»، را سرود و به هزینهٔ شخصی چاپ کرد، و رمان «بانوی گل‌های ما» را نوشت (۱۹۴۴). وی در پاریس پس از دوندگی خود را به ژان کوکتو شناساند؛ کسی که تحت تأثیر نوشتار ژنه قرار گرفت. کوکتو از روابطش بهره گرفت تا رمان ژنه را به چاپ برساند و در سال ۱۹۴۹، هنگامی که ژنه زیر سایهٔ تهدید اعدام بعد از ده محکومیت قرار داشت، کوکتو و دیگر چهره‌های سرشناس همچون ژان پل سارتر و پابلو پیکاسو، در اقدامی موفقیت‌آمیز به رئیس‌جمهور فرانسه طومار نوشتند تا حکم به تعلیق در آید. ژنه دیگر به زندان بازنگشت.
ژنه تا سال ۱۹۴۹ پنج رمان، سه نمایشنامه و شعرهایی پرشمار نگاشته بود. تصویر بی‌پرده و اغلب عامدانه تحریک‌آمیز او از همجنسگرایی و جرم آنگونه بود که کارهایش تا اوایل دههٔ ۱۹۵۰ در آمریکا ممنوع شده بود. سارتر تحلیلی طولانی از رشد وجودی ژنه (از ولگرد به نویسنده) با عنوان «ژنهٔ قدیس» (۱۹۵۲) نوشت که بدون نام نویسنده به عنوان جلد اول مجموعهٔ آثار ژنه چاپ شد. ژنه به شدت تحت تأثیر تحلیل سارتر قرار گرفت و در پنج سال بعد از آن چیزی ننوشت. در میانهٔ سال‌های ۱۹۵۵ تا ۱۹۶۱ سه نمایشنامهٔ دیگر و مقاله‌ای نوشت با عنوان «از رامبراندِ تکه‌شده به چهار بخش مساوی و پرتاب‌شده به توالت چه می‌ماند» -که تحلیل «ژاک دریدا» از ژنه در اثر الهام‌بخشش، «Glas(آوای غم)»، بر پایهٔ آن است. در این دوران ژنه به لحاظ عاطفی درگیر بندبازی به نام عبدالله شد. با این همه، به دنبال شماری اتفاقات و خودکشی عبدالله در ۱۹۶۴، ژنه گرفتار دورانی از افسردگی و حتی تلاش برای خودکشی شد.
از سال‌های پایانی دههٔ ۱۹۶۰، ژنه با ابراز ارادت به دانیل کُن-بندی پس از رویدادهای ماه مهٔ ۱۹۶۸، به لحاظ سیاسی هم فعال شد. وی در تظاهرات برای جلب توجه‌ها به شرایط زندگی مهاجران فرانسه شرکت کرد. در سال ۱۹۷۰ پلنگ‌های سیاه او را به ایالات متحد دعوت کردند و ژنه سه ماه در آن‌جا ماند و به تدریس، شرکت در محاکمهٔ رهبر گروه «هووی نیوتون» و چاپ مقاله در نشریاتشان پرداخت. کمی بعد در همان سال شش ماه در اردوگاه‌های آوارگان فلسطینی گذراند و مخفیانه با یاسر عرفات در امان دیدار کرد. ژنه که به شدت از تجربیاتش در اردن و آمریکا تکان خورده بود، نسخهٔ نهایی و طولانی خاطرات این تجربه‌ها را نوشت که «زندانی عشق» نام گرفت و پس از مرگش چاپ شد. وی همچنین از «گروه آگاهی‌بخشی زندان» آنجلا دیویس، جرج جکسون، میشل فوکو و دانیل دوفر پشتیبانی کرد. همین‌طور با فوکو و سارتر در اعتراض به رفتار وحشیانهٔ پلیس با الجزایری‌های پاریس همکاری کرد؛ پدیده‌ای که از زمان جنگ استقلال الجزایر دوام داشت و بدن‌های کتک‌خورده، شناور بر رود سن دیده می‌شدند.

## کتابشناسی

### رمان‌ها
- بانوی گل‌های ما
- معجزه گل سرخ
- مراسم خاکسپاری
- کورلِ برست
- روزنگاری‌های دزد
- زندانی عشق

### نمایشنامه‌ها
- نظارت عالیه (عنوان در ترجمه انگلیسی: Deathwatch) ترجمه ایرج انور و اجرا شده به سال ۱۳۴۳ در تهران
- کلفت‌ها (عنوان انگلیسی: دوشیزگان) دو ترجمه به ترتیب تاریخی از بهمن محصص و مدیا کاشیگر
- بالکن
- سیاه‌زنگی‌ها سه ترجمه به ترتیب از احمد کامیابی مسک، عاطفه طاهایی (با نام سیاها) و ترجمه‌ای که محمود حسینی زاد از روی ترجمه آلمانی اثر به دست داده (با نام سیاهان)
- پیشخدمتان
- پرده‌ها (پاراوان‌ها)

## مقالات
- تصویر واقعی و نگرگاهِ دروغین دربارهٔ نمایش‌نامهٔ بالکن ژان ژنه، نوشتهٔ گری وایت، ترجمهٔ محسن کاس‌نژاد، شمارهٔ بیست و دو ماهنامهٔ شبکه آفتاب (آذر و دی ۱۳۹۳)
- من انکار توأم: تئاتر و روزگار دوزخیِ آقای ژنه نوشتهٔ محمدرضا فرزاد، شمارهٔ بیست و دو ماهنامهٔ شبکه آفتاب (آذر و دی ۱۳۹۳)
- بازیگرِ روبه‌روی هم هستیم: جهان روان‌شناختی ژان ژنه نوشتهٔ توماس بی. مارکوس، ترجمهٔ غلامرضا صراف، شمارهٔ بیست و دو ماهنامهٔ شبکه آفتاب (آذر و دی ۱۳۹۳)
- ژان ژنه و نگرشی متفاوت بر مضمون آینه نوشتهٔ مهتاب بلوکی، شمارهٔ ۵۴ پژوهشنامهٔ علوم انسانی (تابستان ۱۳۸۶)

در آثار ژنه بزهکاران و طرد شدگان جامعه حضوری پُررنگ دارند. او با زبان کاملاً ادبی و شاعرانه می‌نویسد و از نویسندگان تئاتر آوانگارد و ابسورد محسوب می‌شود.